# Йохан Вайкхард фон Ауершперг
Йохан Вайкхард фон Ауершперг (на немски: Johann Weikhard Fürst von Auersperg; Johann Weichard von Auersperg; на словенски: Janez Vajkard Turjaški) е австрийски министър, първият княз фон Ауершперг (1653 – 1677), имперски княз на Тенген и херцог на Мюнстерберг (1654 – 1677).

## Биография
Роден е на 1 март 1615 година в дворец Жужемберк/Зайзенберг в Словения. Той произлиза от старата линия на Ауершпергите от Крайна/Словения. Той е третият син на граф Дитрих II фон Ауершперг, господар на Шьонберг (2 юни 1578 – 25 август 1634 в Любляна) и съпругата му графиня Сидония Гал фон Галенщайн-Графенберг, дъщеря на граф Козмас Гал фон Галенщайн цу Графенвег и Фелицитас Хьофер цу Хьофлайн.
През 1630 г. Йохан Вайкхард започва да учи в йезуитския колеж в Мюнхен, а след това вероятно следва право в университета във Вюрцбург. От 1640 г. е на служба в управлението, става „оберстдворцов майстер“ (1655 – 1657) и възпитател на римско-немския крал Фердинанд IV. През 1653 г. император Фердинанд III го издига на имперски княз, а през1654 г., като крал на Бохемия, му дава силезкото Херцогство Мюнстерберг и град Зомбковице Шльонске/Франкенщайн. Той започва да се нарича като Херцог фон Мюнстерберг.
През 1653 г. той има голямо влияние в управлението на император Леополд I. Като първи министър сключва на 19 януари 1668 г. тайния договор с Франция за разделянето на испанската монархия. Той работи и за католически съюз между Австрия, Франция и Испания. Понеже е заподозрян, че води тайни преговори с френския крал Луи XIV, който му обещал кардиналската титла, той веднага е уволнен на 10 декември 1669 г. и изгонен от двора. Смъртната му присъда не се изпълнява. Той започва да живее в имотите си в Крайна, които наследил през 1673 г. от брат му Волф Енгелбрехт граф Ауершперг (1610 – 1673), господствата Kočevje/Готшее и Зайзенберг.
През 1650 г. той става рицар на ордена на златното руно.
Умира на 11 ноември 1677 в Любляна/Лайбах в Словения, на 62-годишна възраст.

## Фамилия
Йохан Вайкхард се жени на 31 януари 1654 г. във Виена за Мария Катарина фон Лозенщайн (1635 – 1691), дъщеря на граф Георг Ахац фон Лозенщайн-Гшвендт (1597 – 1653) и графиня Мария Анна Франциска фон Мансфелд-Фордерорт († 1654), дъщеря на граф Бруно III фон Мансфелд-Фордерорт (1576 – 1644). Те имат три сина и пет дъщери:
- Йохан Фердинанд фон Ауершперг (29 септември 1655 – 6 август 1708), 2. княз на Ауершперг, 2. херцог на Мюнстерберг, женен 1678 г. за графиня Мария Анна фон Херберщайн (1660 – 1726)
- Франц Карл фон Ауершперг (22 ноември 1660, Виена – 6 ноември 1713, Гшвендт), 3. княз на Ауершперг, 3. херцог на Мюнстерберг, женен на 26 февруари 1685 г. във Виена за графиня Мария Тереза фон Рапах (1660 – 1741)
- Леополд (30 юни 1662 – 3 юли 1705, Торино, Италия), дипломат, женен на 20 февруари 1703 г. за графиня Сузана Рената Борита фон Мартиник (1670 – 1717)
- Мария Франциска (1664 – 5 септември 1739), омъжена на 16 ноември 1693 г. за граф Хайнрих Франц фон Мансфелд, княз на Фонди (1640 – 1715), син на граф Бруно III фон Мансфелд-Фордерорт (1576 – 1644)
- Мария Луиза (1668 – 1698), монахиня
- Тереза (1656 – 1729), монахиня
- Мария Анна Маддалена (1658 – 1660)
- Мария Анна (1666 – 1704)